# Municipio de Franklin (condado de Shelby)
El municipio de Franklin (en inglés: Franklin Township) es un municipio ubicado en el condado de Shelby en el estado estadounidense de Ohio. En el año 2010 tenía una población de 3371 habitantes y una densidad poblacional de 52,51 personas por km².

## Geografía
El municipio de Franklin se encuentra ubicado en las coordenadas 40°21′12″N 84°10′21″O / 40.35333, -84.17250. Según la Oficina del Censo de los Estados Unidos, el municipio tiene una superficie total de 64.2 km², de la cual 64,03 km² corresponden a tierra firme y (0,26 %) 0,17 km² es agua.

## Demografía
Según el censo de 2010, había 3371 personas residiendo en el municipio de Franklin. La densidad de población era de 52,51 hab./km². De los 3371 habitantes, el municipio de Franklin estaba compuesto por el 94,63 % blancos, el 1,54 % eran afroamericanos, el 0,15 % eran amerindios, el 1,45 % eran asiáticos, el 0,42 % eran de otras razas y el 1,81 % eran de una mezcla de razas. Del total de la población el 1,39 % eran hispanos o latinos de cualquier raza.